# Gianluca Böhm
Gianluca Böhm (6 agosto 2000) è uno sciatore alpino svizzero.

## Biografia
Specialista delle prove tecniche originario di Samedan e attivo dall'ottobre del 2017, Böhm gareggia prevalentemente in Nor-Am Cup, circuito nel quale ha esordito il 12 dicembre 2022 a Beaver Creek in slalom gigante (11º) e ha colto il primo podio il 14 dicembre 2023 nella medesima località in slalom speciale (2º). Ha esordito in Coppa Europa il 5 dicembre 2024 a Zinal in slalom gigante (40º); non ha debuttato in Coppa del Mondo e non ha preso parte a rassegne olimpiche o iridate.

## Palmarès

### Coppa Europa
- Miglior piazzamento in classifica generale: 200º nel 2025

### Nor-Am Cup
- Miglior piazzamento in classifica generale: 13º nel 2024
- 4 podi:
  - 1 secondo posto
  - 3 terzi posti